# Soto La Marina
Soto La Marina – rzeka w Ameryce Północnej w północno-wschodnim Meksyku, w stanie Tamaulipas. Długość rzeki wynosi 350 km, a powierzchnia dorzecza 23 tys. km². Rzeka wypływa w Sierra Madre Wschodnia, a uchodzi do Zatoki Meksykańskiej.
Rzeka wykorzystywana jest do nawadniania. Nad rzeką leży miasto Soto La Marina. Do Soto La Mariny uchodzi rzeka Purificación. Rzeka na odcinku 150 km jest żeglowna, natomiast w górnym biegu znajdują się wodospady.